# Mimosa cuatrecasasii
Mimosa cuatrecasasii är en ärtväxtart som beskrevs av Velva Elaine Rudd. Mimosa cuatrecasasii ingår i släktet mimosor, och familjen ärtväxter. Inga underarter finns listade i Catalogue of Life.